# Монастырская (Ярославская область)
Монастырская — деревня в Угличском районе Ярославской области. Входит в состав Слободского сельского поселения.

## География
Находится в юго-западной части Ярославской области на расстоянии приблизительно 2 км на восток по прямой от административного центра района города Углич.

## История
Деревня была отмечена еще на карте 1798 года. В 1859 году здесь (деревня Угличского уезда Ярославской губернии) было учтено 9 дворов, в 1898 — 13.

## Население
Численность населения: 65 человек (1859 год), 100 (русские 96 %) в 2002 году, 76 в 2010.